# Средно-Село (Великотирновська область)
Сре́дно-Се́ло (болг. Средно село) — село у Великотирновській області Болгарії. Входить до складу общини Златариця.

## Населення
За даними перепису населення 2011 року у селі проживали 79 осіб.
Національний склад населення села:
| Національність   | Кількість осіб | Відсоток |
| ---------------- | -------------- | -------- |
| турки            | 53             | 79,1%    |
| цигани           | 9              | 13,4%    |
| болгари          | 5              | 7,5%     |
| інша             | 0              | 0%       |
| не визначились   | 0              | 0%       |
| Всього відповіли | 67             |          |

Розподіл населення за віком у 2011 році:
Динаміка населення: